# Alona circumfimbriata
Alona circumfimbriata är en kräftdjursart som beskrevs av Megard 1967. Alona circumfimbriata ingår i släktet Alona och familjen Chydoridae. Inga underarter finns listade i Catalogue of Life.